# Solen gemmelli
Solen gemmelli is een tweekleppigensoort uit de familie van de Solenidae. De wetenschappelijke naam van de soort is voor het eerst geldig gepubliceerd in 1992 door Cosel.